# 나가사키현도 제23호선
나가사키현도 제23호선 가쓰모토 이시다선(일본어: 長崎県道23号勝本石田線)은 나가사키현 이키시를 종단하는 현도이자 주요 지방도이다.

## 개요
이 도로는 나가사키현 이키시의 가쓰모토 정 사이도후레에서 이시다정 인도지항까지 이어주는 도로망이다. 특이하게도 이 현도가 이키섬을 종단하는 주요 지방도 노선 중의 하나이다.

### 노선 정보
- 기점 : 나가사키현 이키시 가쓰모토정 사이도후레
- 종점 : 나가사키현 이키시 이시다정 인도지항
- 총 연장 : 20.9 km

## 연혁
- 1993년 5월 11일 : 건설성에서 이 현도인 가쓰모토 이시다 선을 주요 지방도로 승격 및 지정

## 지리
- 통과하는 지자체 : 이키시

### 통과하는 도로
- 국도 : 국도 제382호선
- 현도 : 나가사키현도 제172호선, 나가사키현도 제173호선, 나가사키현도 제174호선, 나가사키현도 제65호선

### 연선
- 이키시립 가쓰모토 중학교
- 이키시립 가쓰모토 보육소
- 이키시립 가스이 소학교/유치원
- 이키시 소방본부 가쓰모토 출장소
- 나가사키현립 이키 상업고등학교
- 신조 신사
- 이키시립 하오자키 소학교
- 구 이키시립 하오자키 소학교
- 이키시립 세토 소학교
- 이키 세토 우편국
- 인도지항
- 고고소 신사/류조지
- 이키시립 다가와 소학교
- 하루노쓰지
- 이키시립 이시다 소학교/중학교/보육소
- 이시다 우편국